# Tebua Tarawa
Tebua Tarawa era un'isola facente parte della Repubblica di Kiribati, suddivisione della più grande isola di Tarawa. Priva di abitanti, era principalmente usata come base per i pescatori locali.
Nel 1999 la piccola isola scomparve, sommersa dalle acque dell'Oceano Pacifico, destino condiviso dall'altra piccola isola Abanuea; la causa dell'evento è stata attribuita all'innalzamento del livello degli oceani causato dal riscaldamento globale.